# Imran Ahmad Khan

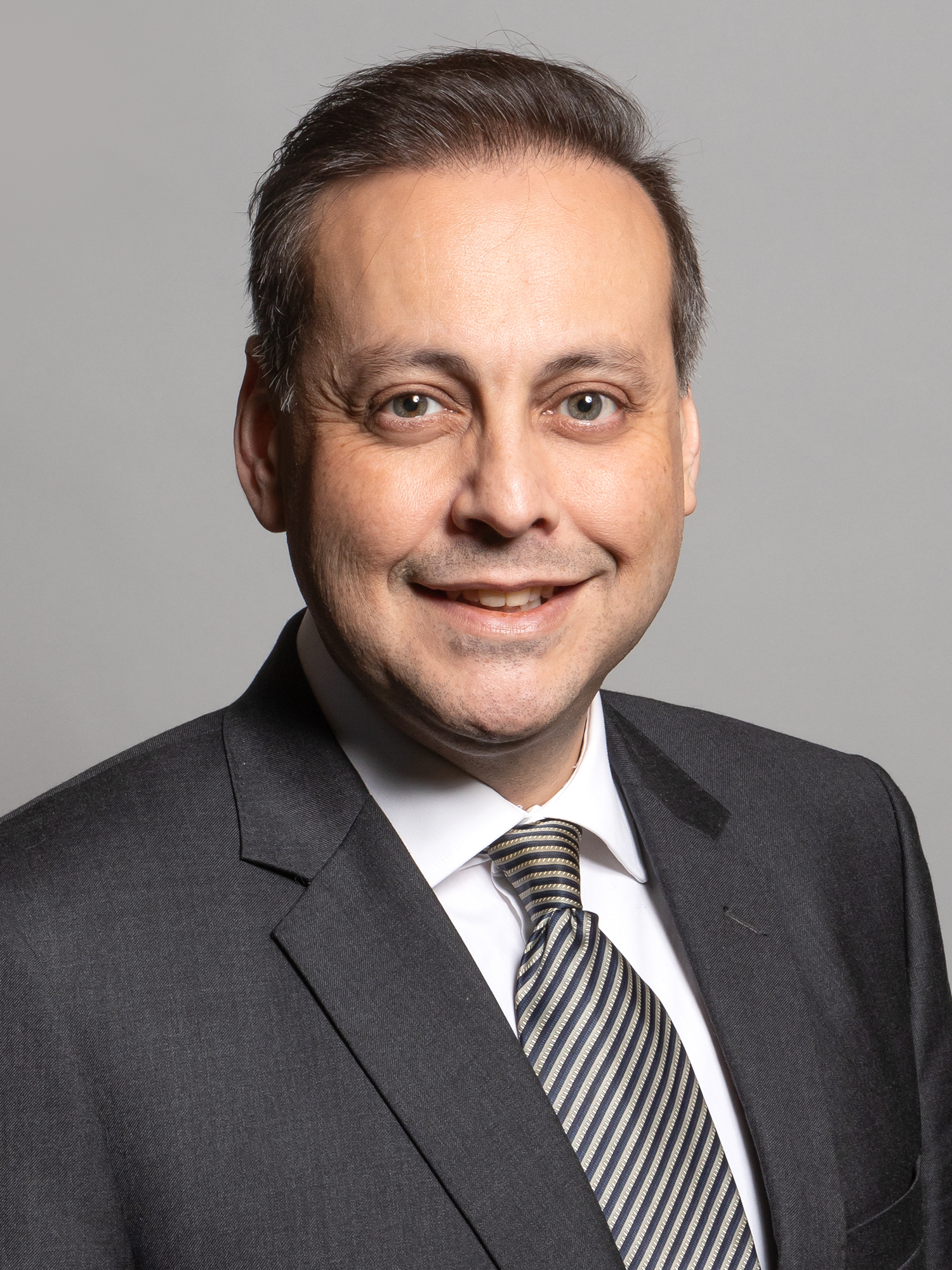
Imran Ahmad Khan (2020)

Imran Nasir Ahmad Khan (geboren am 6. September 1973 in Wakefield, West Yorkshire) ist ein britischer Politiker, der seit der Unterhauswahl 2019 den Wahlkreis Wakefield im Unterhaus des britischen Parlaments bis zu seinem Rücktritt im Mai 2022 vertrat. Als Konservativer gewählt, wurde Ahmad Khan im Juni 2021 nach seiner strafrechtlichen Verurteilung im Jahr 2022 wegen sexuellen Missbrauchs eines Minderjährigen aus der Parlamentsfraktion der Konservativen und später auch aus der Konservativen Partei ausgeschlossen.
Ahmad Khan wurde in Wakefield in West Yorkshire geboren und wuchs dort auf. Sein Bruder ist Karim Ahmad Khan, der Chefankläger des Internationalen Gerichtshofs in Den Haag. Imran Khan studierte am Puschkin-Institut in Moskau und am King’s College London. Danach arbeitete er für die Vereinten Nationen als Assistent für politische Fragen in Mogadischu sowie als Berater für MC Saatchi. Ahmad Khan war ein Befürworter des Brexit. Dementsprechend erhielt er bei der Unterhauswahl 2019 Zuspruch von Wählern, die beim Referendum 2016 für den Austritt aus der EU gestimmt hatten.
2021 wurde er beschuldigt, im Jahr 2008 einen 15 Jahre alten Jungen sexuell missbraucht zu haben. Ahmad Khan bestritt den Vorwurf „auf das Entschiedenste“. Er wurde jedoch am 11. April 2022 nach einem wochenlangen Prozess im Crown Court at Southwark wegen sexuellen Missbrauchs eines Jugendlichen verurteilt. Am 14. April 2022, drei Tage nach dem Strafurteil, erklärte er seinen Rücktritt von seinen Funktionen als Parlamentsmitglied. Zu seinem Nachfolger wurde Simon Lightwood von der Labour Party gewählt.

## Kindheit, Jugend, berufliche Laufbahn
Ahmad Khan wurde im Pinderfields Hospital in Wakefield geboren. Beide Eltern arbeiteten dort.
Ahmad Khan besuchte eine Privatschule, die Silcoates School. Anschließend studierte er Russisch am Puschkin-Institut in Moskau. Er erwarb den Bachelor in Militärwissenschaft am King’s College London. Er arbeitete für die Vereinten Nationen als Spezialist für Politik in Mogadischu und als  Senior Consultant für die Werbeagentur  MC Saatchi. Bevor er Abgeordneter wurde, arbeitete er als Experte für Terrorismusbekämpfung und scherzte, seine Erfahrungen in Konfliktgebieten wie Somalia und Afghanistan würden ihm das nötige Rüstzeug geben, um in der Brexit-Frage Brücken zwischen den Konfliktparteien zu bauen.

## Politische Laufbahn

### Die Zeit im Unterhaus
Bei den Parlamentswahlen 2019 besiegte Ahmad Khan die Labour-Abgeordnete Mary Creagh und wurde der erste konservative Abgeordnete für den Wahlkreis seit 89 Jahren.
Der Wahlkreis Wakefield stimmte beim Referendum 2016 fast 2:1 für den Austritt aus der Europäischen Union und war für die Konservativen ein Schwerpunktwahlkreis. Ahmad Khan wurde als Kandidat ausgewählt, nachdem ein Kandidat zurückgetreten war, dessen rassistische und sexistische Posts in den sozialen Medien aufgedeckt worden waren. Die Labour-Politikerin Creagh sagte: „Wird der nächste Kandidat, den sie mit dem Fallschirm abwerfen, besser sein? Halten Sie nicht den Atem an.“ Ahmad Khan nahm daraufhin an einem Fallschirmsprung über der Stadt teil und erwiderte, er sei ein Junge aus Wakefield, der in Wakefield geboren und aufgewachsen ist, ein echter Wakefielder. „Ich konnte daher nicht im übertragenen Sinne mit dem Fallschirm abspringen - und ich wollte sie nicht enttäuschen - also beschloss ich, real mit dem Fallschirm abzuspringen.“
In seiner Jungfernrede im Parlament im Januar 2020 sprach Ahmad Khan davon, dass er Teil einer „lebendigen und dynamischen Gruppe von Abgeordneten aus Yorkshire“ sei. Er rief dazu auf, die Chancengleichheit zu verwirklichen und mehr Patriotismus zu zeigen: „Ich sehe vielleicht deutlicher als die meisten anderen die tiefe und dauerhafte Bedeutung britischer Grundwerte wie Mitgefühl, Toleranz und Fairness, insbesondere in einer Zeit, in der diese Werte in vielen Teilen unserer Welt als bedroht empfunden werden.“

#### Untersuchung von Sexualdelikten gegen Minderjährige
Khan war Teil eines Gremiums, das über Grooming Gangs beriet, und trug zu einem Papier mit dem Titel „Group-based child sexual exploitation characteristics of offending“ bei, während die Polizei gegen ihn wegen sexuellen Missbrauchs von Kindern ermittelte. Louise Haigh, Schattenkabinettsministerin der Labour-Partei, reagierte auf die Enthüllungen mit den Worten: „Khans Opfer hat den Konservativen von dem abscheulichen sexuellen Missbrauch erzählt, und sie haben nichts unternommen und ihn dann beschämenderweise an der Seite von Überlebenden der sexuellen Ausbeutung von Kindern posieren lassen. (...) Die Tories müssen sich ernsthaft fragen, wie sie diesem Mann freie Hand lassen konnten, um seine Position und die Opfer von Missbrauch auszunutzen. Boris Johnson und Priti Patel müssen offenlegen, was die konservative Partei wusste und wie sie die Opfer überhaupt in diese schreckliche Lage bringen konnten.“ Das Home Office bestätigte, dass Khan diesem Beratungsgremium angehörte. Sammy Woodhouse wurde im Alter von 14 Jahren missbraucht und nahm an einer Überprüfung mit Khan teil. Sie sagte: „Dies war eine wichtige Arbeit, die ich in gutem Glauben geleistet habe, aber ich bin angewidert, dass ich in eine Lage gebracht wurde, in der ich mit einem Mann zusammenarbeitete, der später wegen sexueller Übergriffe auf Kinder verurteilt wurde. Jetzt, da ich weiß, dass die Konservativen bereits Beschwerden eines Opfers über diesen Mann erhalten haben, ist es für mich als Überlebende erschütternd, dass sie es überhaupt zuließen, dass er für diese Rolle in Betracht gezogen wurde.“

#### COVID-19 – Reaktion auf eine Pandemie
Ahmad Khan organisierte in Zusammenarbeit mit der Wohltätigkeitsorganisation Solidarités international und der vietnamesischen Regierung eine Lieferung von 110.000 wiederverwendbaren Gesichtsmasken. Die meisten der Masken waren für die Krankenhäuser Pontefract, Pinderfields und Dewsbury und District Hospitals des Mid Yorkshire Hospitals NHS Trust bestimmt. 10.000 wurden von diesem Trust an örtliche Pflegeheime und Hospize verteilt.  Er rief die Initiative Wakefield Together ins Leben, um die lokalen Bemühungen zur Bewältigung der Schwierigkeiten im Zusammenhang mit der COVID-19-Pandemie zu koordinieren.
Ahmad Khan trug dazu bei, dass 2,9 Millionen Pfund für die Kunstzentren von Wakefield, darunter das Theatre Royal Wakefield, das Creative Art House und das West Yorkshire Theatre Dance Centre, über den Culture Recovery Fund bereitgestellt wurden.

#### Der Rücktritt
Nach einer Verurteilung wegen sexueller Nötigung gab Ahmad Khan am 14. April 2022 seinen Rücktritt als Abgeordneter bekannt. Am 28. April 2022 gab er bekannt, dass er sein Rücktrittsgesuch eingereicht hat, das Ende April wirksam wurde. Dies löste eine Kontroverse aus, da er bei seinem Rücktritt die Bezüge für den gesamten Monat April erhielt. Auch sein geplanter Rücktritt erfolgte damit nicht zum normalerweise vorgesehenen Zeitpunkt.
Sein Rücktritt wurde am 3. Mai 2022 wirksam.

## Standpunkte

### Brexit
Ahmad Khan unterstützte den Austritt Großbritanniens aus der Europäischen Union. In einem Interview mit Channel 4 schrieb er seinen Erfolg bei der Parlamentswahl 2019 den Islington Remainers zu, die die Leave-Wähler als dumm, ungebildet, rassistisch oder falsch orientiert bezeichnet hätten. Er erklärte, er habe sich für die Kandidatur bei der Wahl entschieden, weil er der Meinung war, dass die britische Demokratie „bedroht“ sei.
Im September 2020 erklärte Ahmad Khan in einer Debatte über den Gesetzentwurf zum Binnenmarkt für das Vereinigte Königreich: „Ich bin ein glühender Befürworter des Brexit und freue mich auf die Gelegenheit, die Position des Vereinigten Königreichs zu stärken, indem wir eine unabhängige, selbstverwaltete Nation werden, die das Vertrauen besitzt, das aus unserer Vision und unseren grundsätzlichen Werten erwächst.“ In seiner Rede erläuterte er seine Bedenken bezüglich des Binnenmarktgesetzes, bevor er dann doch für das Gesetz stimmte.

### Zum Bericht des National Trust zum Thema Sklaverei und Kolonialismus
Im Anschluss an einen Zwischenbericht über die Verbindungen zwischen dem Kolonialismus und den Immobilien, die sich heute in der Obhut des National Trust befinden, einschließlich der Verbindungen zur Sklaverei, gehörte Ahmad Khan zu den Unterzeichnern eines Schreibens der Common Sense Group konservativer Parlamentsabgeordneter an The Telegraph. In dem Schreiben wird der National Trust beschuldigt, von einem „kulturmarxistischen“ Dogma geprägt zu sein, „das umgangssprachlich als 'Woke Agenda' bezeichnet wird.“

### Yorkshire Devolution Movement
Ahmad Khan unterstützt das Yorkshire Devolution Movement und sprach sich dafür aus, die West Yorkshire Authority (die Behörde für West Yorkshire) in Wakefield anzusiedeln. In Rishi Sunaks Budget für 2020 wurde West Yorkshire ein Betrag von £1.8 Milliarden zugesprochen, darin enthalten ist ein Betrag von £317 Millionen für das Transportwesen und für die Wahl eines Mayor of West Yorkshire.

## Persönliches
Ahmad Khan bezeichnet sich selbst als „stolzer Yorkshireman“ und Mitglied der Ahmadiyya-Gemeinschaft. Kurz nach seiner Wahl im Jahr 2019 bezeichnete die Gruppe der LGBT+-Konservativen Ahmad Khan als „offen schwul“, und er machte weltweit Schlagzeilen, weil er der erste schwule Muslim war, der gewählt wurde. Später stellten sie klar, dass Ahmad Khan die Ziele der Gruppe „voll und ganz unterstützt“, aber nicht offen als LGBT-Abgeordneter auftrat. Die Verwirrung entstand, nachdem in seinem Namen ein Antrag für einen Fonds zur Unterstützung konservativer LGBT+-Kandidaten gestellt worden war. Ahmad Khan outete sich daraufhin während seines Prozesses im Jahr 2022 als schwul.

### Sexueller Missbrauch
Im Juni 2021 wurde berichtet, dass Ahmad Khan wegen des Verdachts auf ein historisches Sexualdelikt angeklagt worden war, weil er 2008 in Staffordshire einen 15-jährigen Jungen unsittlich angefasst haben soll. In einer Erklärung wies Ahmad Khan die Vorwürfe „aufs Schärfste“ zurück. Als Reaktion auf die Anschuldigung setzte die Konservative Partei seine Rechte als Mitglied der Fraktion bis zum Abschluss des Strafverfahrens aus. Ahmad Khan hatte versucht, den Fall unter Ausschluss der Öffentlichkeit verhandeln zu lassen, da er als amtierender Abgeordneter um seine Sicherheit besorgt sei und eine namentliche Nennung vor Gericht seine Menschenrechte verletzen würde. Er hatte auch versucht, das Alter seines Opfers geheim zu halten. Seine Anträge wurden jedoch vom Oberrichter des Westminster Magistrates' Court, Paul Goldspring, mit den Worten abgelehnt: „Rufschädigung ist kein Grund für den Erlass einer Verfügung, offene Justiz ist und sollte ein Eckpfeiler der Demokratie und der Rechtsstaatlichkeit bleiben.“
Ahmad Khan versuchte erneut, den Fall am ersten Verhandlungstag anonym verhandeln zu lassen, mit der Begründung, dass ihm als Ahmadi-Muslim sowohl der Konsum von Alkohol als auch homosexuelle Handlungen streng verboten seien und die Berichterstattung über diese Angelegenheiten ihn „einem Risiko für seine Sicherheit im In- und Ausland“ aussetzen würde.
Am 10. September 2021 plädierte er vor dem Old Bailey auf „nicht schuldig“. Der Prozess gegen Ahmad Khan begann am 29. März 2022. Ihm wurde vorgeworfen, die Beine eines 15-jährigen Jungen ertastet und an seinen Unterleib gegriffen zu haben. Ahmad Khan bestritt, dass es zu einem sexuellen Übergriff gekommen sei. Der Beschwerdeführer hatte die Polizei angerufen, nachdem Ahmad Khan ins Parlament gewählt worden war. Die Geschworenen hörten auch die Aussage des älteren Bruders des Klägers, der sagte, der Abgeordnete habe ihn gefragt, ob er „ein echter Schotte“ sei, und seinen Kilt hochgehoben, bevor er auf der gleichen Party „sich auf ihn stürzte“. Ein anderer Zeuge beschrieb, wie er nach einer Party in Pakistan im Jahr 2010 aufwachte und feststellte, dass Ahmad Khan sexuelle Handlungen an ihm vollzog, nachdem die beiden Whisky getrunken und Marihuana geraucht hatten. Am 11. April 2022 wurde er nach einem einwöchigen Prozess am Southwark Crown Court für schuldig befunden, den 15-jährigen Jungen sexuell missbraucht und damit gegen Abschnitt 3 des Sexual Offences Act 2003 verstoßen zu haben.
Die Konservative Partei schloss Ahmad Khan nach der Verurteilung aus der Partei aus. Seine Anwälte kündigten an, gegen die Verurteilung Berufung einzulegen. Der konservative Abgeordnete Crispin Blunt wurde für seine Kommentare zu der Verurteilung kritisiert, die er als „schrecklichen Justizirrtum“ und „nichts weniger als einen internationalen Skandal“ bezeichnete. Blunt entschuldigte sich daraufhin und zog seine Äußerungen zurück.
Ahmad Khan wurde anschließend beschuldigt, einem damals 16-Jährigen auf einer Geburtstagsfeier in Suffolk im Jahr 2015 Oralsex angeboten und ihm angeboten zu haben, mit ihm in ein Hotel zu gehen, um dort Kokain zu konsumieren und eine Prostituierte anzuheuern.